# Methoxyessigsäure
Methoxyessigsäure ist ein Derivat der Essigsäure, bei dem ein Wasserstoff an der Methylgruppe durch eine Methoxygruppe ersetzt ist. Wie der veraltete Name Methylglycolsäure andeutet, kann Methoxyessigsäure als einfachste Ethercarbonsäure auch als Methylether der Glycolsäure aufgefasst werden.
Wegen ihres erheblichen reprotoxischen Potentials ist Methoxyessigsäure in der Liste der SVHC-Substanzen (substances of very high concern) aufgenommen und nur als Zwischenprodukt im industriellen Einsatz unter streng kontrollierten Bedingungen registriert.
In konsumentennahen Anwendungen, wie z. B. zum Reinigen und Entkalken von Oberflächen, muss die Substanz durch ungefährliche Alternativen substituiert werden.

## Herstellung
Die Umsetzung von Monochloressigsäure mit der doppelt molaren Menge Natriummethanolat in Methanol liefert nach Ansäuern mit trockenem Chlorwasserstoff-Gas und Vakuumdestillation Methoxyessigsäure in Ausbeuten um 90 %.
Die Syntheseroute ist ineffizient, da sie von relativ teuren Rohstoffen ausgeht und große Mengen an dem Nebenprodukt Natriumchlorid erzeugt.
Bei der Oxidation von Methylglycol mit konzentrierter Salpetersäure – auch in Gegenwart von Vanadium(V)-oxid – wird Methoxyessigsäure in Ausbeuten von ca. 85 % erhalten.
Nachteilig bei der Reaktion mit (überschüssiger) heißer Salpetersäure ist die Entstehung von nitrosen Gasen, die ebenso wie der Salpetersäureüberschuss durch Zugabe von Harnstoff bzw. Formaldehyd beseitigt werden müssen.
Als im industriellen Maßstab brauchbarstes Verfahren zur Herstellung von Methoxyessigsäure erscheint die Oxidation von Methylglycol mit Luft oder Sauerstoff in Gegenwart von Platinkatalysatoren in relativ hoch konzentrierter (10–30 %) wässriger Lösung bei einem pH-Wert ≤ 7 und Temperaturen um 50 °C mit Produktausbeuten bis 95 % und Raum-Zeit-Ausbeuten von 150 g·l−1·h−1.
Im tierischen und menschlichen Organismus entsteht Methoxyessigsäure durch schnelle Oxidation von 2-Methoxyethanol (Methylglycol) durch Alkoholdehydrogenasen.

## Eigenschaften
Methoxyessigsäure ist eine klare, farblose, viskose und korrosive Flüssigkeit mit stechendem Geruch, die bei 7 °C zu einer eisessigartigen Masse erstarrt. Wegen der niedrigen Solvatationsenergie der Methoxygruppe ist Methoxyessigsäure mit einem pKs-Wert von 3,57 stärker sauer als Essigsäure (pKs 4,757) und Glycolsäure (pKs 3,832).
Hochreine Methoxyessigsäure (Reinheit 99,8 %, Erstarrungspunkt 8,4 °C) kann durch mehrstufige Kristallisation des von Säureverunreinigungen befreiten Rohdestillats erhalten werden.

## Anwendungen
Wegen ihrer reprotoxischen Eigenschaften sind früher gebräuchliche konsumentennahe und industrielle Anwendungen der Methoxyessigsäure als Desinfektionsmittel oder Biozid sowie als Reiniger zur Entkalkung von Oberflächen obsolet. Dies trifft auch auf Substanzen wie z. B. das Lösungsmittel 2-Methoxyethanol oder den PVC-Weichmacher Bis(2-methoxyethyl)phthalat zu, die im Organismus zu Methoxyessigsäure metabolisiert werden.
Als Molekülbaustein in mehrfach jodierten Aromaten fand Methoxyessigsäure früher Verwendung in Röntgenkontrastmitteln.
Methoxyessigsäure hemmt in Laborversuchen das Wachstum von Tumorzellen.